# بازی با آتش (فیلم ۱۹۸۹)
بازی با آتش (به هندی: Aag Se Khelenge) فیلمی محصول سال ۱۹۸۹ و به کارگردانی باسکار شتی است. در این فیلم بازیگرانی همچون جیتندرا، آنیل کاپور، میناکشی سشادری، کیمی کاتکار، آمریش پوری، شاکتی کاپور، شارات ساکسنا، ساتیش کایشیک ایفای نقش کرده‌اند.